# Columbaora cyclocoxa
Columbaora cyclocoxa är en kräftdjursart som beskrevs av Chris Conlan och Edward Lloyd Bousfield 1982. Columbaora cyclocoxa ingår i släktet Columbaora och familjen Aoridae. Inga underarter finns listade i Catalogue of Life.